# Caterina
Caterina ist ein weiblicher Vorname.

## Herkunft und Bedeutung
Caterina ist eine vor allem im Italienischen verbreitete Variante des Vornamen Katharina.

## Namensträgerinnen
- Caterina Assandra (* um 1590; † nach 1618), italienische Komponistin und Benediktinerin
- Caterina Cornaro (1454–1510), von 1474 bis 1489 letzte Königin von Zypern
- Caterina Davinio (* 1957), italienische Dichterin, Schriftstellerin und Künstlerin (digitalen Poesie, digitale Kunst)
- Caterina Fake (* 1969), US-amerikanische Unternehmerin
- Caterina Giustinian (vor 1315–1360), Ehefrau des Dogen Giovanni Dolfin
- Caterina Klusemann (* 1973), Filmregisseurin und Dokumentarfilmerin
- Caterina Martinelli (auch Caterinuccia; 1589–1608), römische Sängerin
- Caterina Massera (* 2001), argentinische Leichtathletin
- Caterina de’ Medici (1519–1589), durch Heirat mit Heinrich II. ab 1547 Königin von Frankreich
- Caterina Mona (* 1973), Schweizer Filmregisseurin, Drehbuchautorin und Editorin
- Caterina Murino (* 1977), italienische Schauspielerin und ehemaliges Fotomodell
- Caterina Orsini del Balzo, auch bekannt als Caterina von Tarent (1380–1432), italienische Adelige und Gräfin von Copertino
- Caterina Piccolomini (nach 1405–15. Jahrhundert), Mitglied der italienischen Adelsfamilie Piccolomini
- Caterina de’ Ricci (gebürtig Alessandra Lucrezia Romola; 1522–1590), Florentiner Dominikanerin und Mystikerin
- Caterina Scorsone (* 1981), kanadische Schauspielerin
- Caterina Sforza (1463–1509), Gräfin von Forlì
- Caterina Valente (1931–2024), Sängerin, Tänzerin, Gitarristin und Schauspielerin
- Caterina Vertova (* 1960), italienische Theater-, Film- und Fernsehschauspielerin
- Caterina Volpicelli (1839–1894), italienische Ordensschwester; Heilige